# ジュネス栗駒スキー場

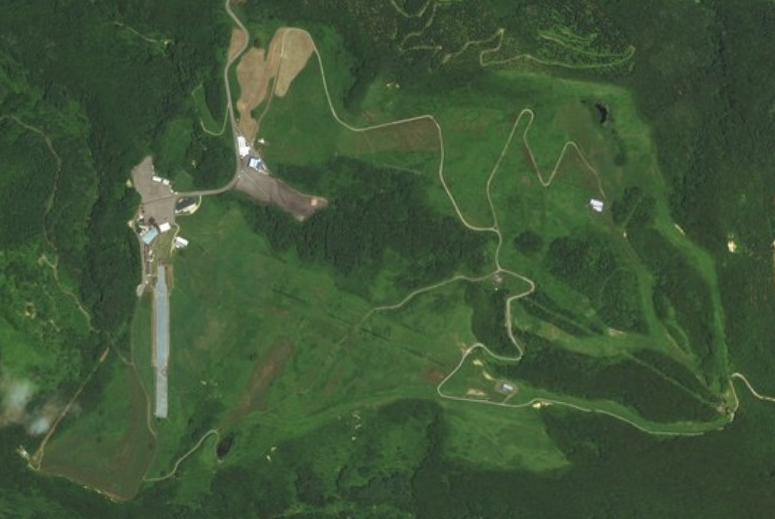
スキー場の航空写真

ジュネス栗駒スキー場（ジュネスくりこまスキーじょう）は、秋田県雄勝郡東成瀬村にあるスキー場である。
日帰り入浴が可能な温泉やサウナも備わっている。
1991年（平成3年）12月開業。オープン直後から人気が高く、年々規模が拡大されるほどであった。

## 施設
- スキーセンター
- 休憩施設
  - JEUNESSE 1（レストラン、トイレ、更衣室、コインロッカー）
  - JEUNESSE 2（トイレ、更衣室、コインロッカー）
- リフト
  - ジュネス栗駒第1ペアリフト - 629m
  - ジュネス栗駒第2クワッドリフト - 990m
  - ジュネス栗駒第3ペアリフト - 645m
  - ジュネス栗駒第4クワッドリフト - 932m
- わくわくグルグル

## ゲレンデ

### 初級者コース
- ロゼコース
  - ウェーブゾーン
  - ロープトゥ
- クレールコース

### 中級者コース
- ベントコース
- エルコース
- アミーコース
- ルージュコース
  - 初級ゾーン

### 上級者コース
- レブコース（非圧雪）
- モールコース
- 上級コース

## アクセス
鉄道
東日本旅客鉄道（JR東日本） 奥羽本線十文字駅からバスで約50分。
自動車
湯沢横手道路 十文字ICから約40分。